# Вур (Чад)
Вур (фр. Wour) — небольшой город и супрефектура в Чаде, расположенный на территории региона Тибести. Входит в состав департамента Западное Тибести.

## Географическое положение
Город находится в северо-западной части Чада, на западной окраине плоскогорья Тибести, пределах долины Вади-Вур, на высоте 764 метров над уровнем моря.
Вур расположен на расстоянии приблизительно 1026 километров к северу от столицы страны Нджамены.

## Климат
Климат города характеризуется как аридный жаркий (BWh в классификации климатов Кёппена). Уровень атмосферных осадков, выпадающих в течение года крайне низок (среднегодовое количество — 18 мм). Средняя годовая температура составляет 23,5 °C.

## Население
По данным официальной переписи 2009 года численность населения Вура составляла 1498 человека (840 мужчин и 658 женщин). Дети в возрасте до 15 лет составляли 41,2 % от общего количества жителей города.

## Транспорт
Ближайший аэропорт расположен в городе Зуар.